# Solva intermedia
Solva intermedia är en tvåvingeart som först beskrevs av Enrico Adelelmo Brunetti 1923.  Solva intermedia ingår i släktet Solva och familjen lövträdsflugor. Inga underarter finns listade i Catalogue of Life.